# 物部依網乙等
物部依網 乙等（もののべのよさみ の おと）は、飛鳥時代の豪族。姓は連。冠位は小徳。

## 記録
推古天皇31年（623年）征新羅大将軍の境部臣雄摩侶と中臣国のもとで、河辺禰受らとともに副将軍に任命され、数万の軍を率いて新羅を討った。新羅王は日本軍の多さに恐れを成し、降服してしまった。将軍らは語り合って上奏し、天皇はこれを許した。
これは、同年の新羅による任那侵攻に対する大和政権側の抗議行動であったが、群卿を交えた閣議では、新羅側の態度を探るための使者を送る派閥と、百済と協力して新羅を征伐しようとする派閥との対立があり、結果協調派の意見が通って新羅に対して吉士磐金・吉士倉下を派遣していた最中の出来事でもあった。